# Gare de Schirmeck - La Broque
Gare de Schirmeck - La Broque vasútállomás Franciaországban, Schirmeck településen.

## Vasútvonalak
Az állomást az alábbi vasútvonalak érintik:
- Strasbourg–Saint-Dié-vasútvonal

## Kapcsolódó állomások
A vasútállomáshoz az alábbi állomások vannak a legközelebb:
- Gare de Rothau
- Gare de Russ - Hersbach